# Mycalesis sapitana
Mycalesis sapitana är en fjärilsart som beskrevs av Hans Fruhstorfer 1908. Mycalesis sapitana ingår i släktet Mycalesis och familjen praktfjärilar. Inga underarter finns listade i Catalogue of Life.